# Устром
Устро́м — река в Смоленской области России в Глинковском и Кардымовском районах. Левый приток Днепра. Длина 60 км. Площадь водосборного бассейна — 427 км².
Исток южнее деревни Большая Нежода Глинковского района на севере Ельнинской возвышенности. Течёт на северо-запад. Устье напротив деревни Макеевская Кардымовского района.
Основные притоки: Крутенька, Трубельня, Вилетовка — все правые.
Пересекает железнодорожную ветку Смоленск-Сухиничи в районе остановочного пункта 524 км.